# El Bizco de El Borge

## Biografía
El Bizco de El Borge o Arboge, de nombre real Luis Muñoz García (El Borge, 2 de septiembre de 1837 - Lucena, 21 de mayo de 1889), fue un bandolero español.
Nace el 2 de septiembre de 1837, en El Borge, hijo de agricultores muy pobres, su madre se llamaba Ana y su padre Luis y fue hijo único. Su constitución física tenía proporciones extraordinarias y su estatura era bastante desarrollada.
Nació bizco, por este motivo llevaría el apodo, a pesar de este defecto su puntería era muy buena, lo mismo con carabina que con pistola.
El primer amor que se tiene conocimiento es con su paisana Josefa Fernández Marín, con la cual contrajo matrimonio.
El Bizco formó una temible partida junto a Manuel Melgares, nacido en el cortijo "los Picos" en el barranco Güi pedanía de Torrox, aunque tiempo después fijó su residencia en Algarrobo, y Frasco Antonio de Veléz-Málaga, a este trío se le unirían años después otros tres componentes: "Pepe el Portugués", "Manuel Vertedor" y "Antonio Duplas".
Fueron célebres sus correrías por Sierra Morena y se destacó por ser uno de los bandoleros que más víctimas causó a la guardia civil.
"El Bizco Arboge" moría el 21 de mayo de 1889 a los 52 años de edad en el Cortijo Grande de Lucena en la provincia de Córdoba, al parecer envenenado, aunque fue rematado por la Guardia Civil.
Numerosos escritores han escrito sobre las andanzas de este bandolero, unos describiéndole como despiadado, otros como valiente, rebelde y justiciero, lo que sí es cierto es que ha entrado en la leyenda del bandolerismo Andaluz y que sus paisanos siempre lo declararon como bandolero generoso.
Hoy la casa de su nacimiento (es un molino) ha sido restaurada y en ella se sitúa un típico museo, restaurante y hotel rural llamada la Posada del bandolero, hasta el día de hoy ningún historiador ha podido demostrar que fuera un simple criminal que actuara de una manera cruel y con vejaciones; sin embargo, el ilustre escritor y coronel de la Guardia Civil, José Osuna Pineda, en su libro "Hechos gloriosos de la Guardia Civil" lo califica como "un hombre valiente, que se jugaba la vida cara a cara". No obstante, dicho autor también cita el caso de un Sargento al que matara de una puñalada por la espalda, en pleno día y dentro del café de una población; de un guardia al que asesinó por el simple y homicida goce de probar su puntería, descerrajándole un tiro desde lo alto de una peña cuando la pareja de servicio cruzaba una carretera, y de un corneta y otro guardia que perecieron también a manos suyas en un encuentro sostenido con la partida el año 1885 en Málaga.
Otras fuentes le señalan como uno de los más feroces bandidos andaluces. Un bandido que, según se dijo y confirmó por sus actuaciones, nunca tuvo piedad con sus víctimas, a las que torturaba y mataba sin el menor escrúpulo, con cualquier pretexto sin importancia que consiguiera fácilmente enfurecerle.